# Liste der Monuments historiques in Domprix
Die Liste der Monuments historiques in Domprix führt die Monuments historiques in der französischen Gemeinde Domprix auf.

## Liste der Objekte
| Bezeichnung                  | Beschreibung                                                                                                   | Standort                                       | Kennzeichnung | Schutzstatus | Datum | Bild |
| ---------------------------- | --- | ---------------------------------------------- | ------------- | ------------ | ----- | ---- |
| Skulptur Heiliger Rochus     | Holz, farbig gefasst, Mitte des 18. Jahrhunderts                                                               | Domprix, in der Kirche St-Jean-Baptiste (Lage) | PM54001510    | Inscrit      | 2002  |      |
| Zwölf-Apostel-Retabel        | linker Seitenaltar; Kalkstein, um 1500, ohne Skulpturen                                                        | Domprix, in der Kirche St-Jean-Baptiste (Lage) | PM54001509    | Inscrit      | 1996  |      |
| Skulptur Johannes der Täufer | Holz, farbig gefasst und vergoldet, 18. Jahrhundert                                                            | Domprix, in der Kirche St-Jean-Baptiste (Lage) | PM54001514    | Inscrit      | 2002  |      |
| Skulptur Madonna mit Kind    | Holz, farbig gefasst, 18. Jahrhundert                                                                          | Domprix, in der Kirche St-Jean-Baptiste (Lage) | PM54001512    | Inscrit      | 2002  |      |
| Hauptaltar                   | Altartisch, Nischenretabel und Tabernakel; Eichenholz, farbig gefasst und vergoldet, Ende des 17. Jahrhunderts | Domprix, in der Kirche St-Jean-Baptiste (Lage) | PM54001508    | Inscrit      | 1996  |      |
| Pietà                        | Kalkstein, geweißt, erste Hälfte des 16. Jahrhunderts                                                          | Domprix, in der Kirche St-Jean-Baptiste (Lage) | PM54001507    | Inscrit      | 1978  |      |
| Skulptur Heilige Anna        | Holz, farbig gefasst, 17. oder 18. Jahrhundert                                                                 | Domprix, in der Kirche St-Jean-Baptiste (Lage) | PM54001511    | Inscrit      | 2002  |      |
| Skulptur Heiliger Eligius    | Eichenholz, farbig gefasst und vergoldet, kurz vor oder um 1700                                                | Domprix, in der Kirche St-Jean-Baptiste (Lage) | PM54001513    | Inscrit      | 2002  |      |